# G·D·H·柯尔
乔治·道格拉斯·霍华德·柯尔（英語：George Douglas Howard Cole，1889年9月25日—1959年1月14日）英国政治理论家、经济学家和历史学家，他认同生产资料共同所有制，提出了行会社会主义（通过工人行会组织生产）的理论。柯尔是费边社成员，倡导合作社运动。
生于伦敦近郊的法林。1908年参加独立工党，次年加入费边社。1919年毕业于牛津莫德林学院后，再到伦敦大学读研究生。1925年回牛津大学任经济学讲师。1930—1939年任政府经济顾问委员会委员。1944—1957年任牛津大学教授。1939—1952年任费边社代主席、主席。为基尔特社会主义运动创始人之一。曾参与建立全国基尔特同盟。主张“工业民主”和“劳资调和”，反对国家集权和干预经济。著有约五十部经济学、社会学和历史学著作。主要有《劳工世界》《工业自治》《英国近代史》《社会主义思想史》（五卷）《战后英国状况》《今日资本主义》等。 